# Tata Sabaya
Tata Sabaya é um pico da Cordilheira dos Andes localizado na Bolívia, com 5430 m de altitude.  Fica a norte do Salar de Coipasa, no Altiplano. Fica no extremo oriental de uma linha de vulcões que começa com o Isluga a oeste e continua com o Cabaray. A sua última erupção tem data desconhecida, supondo-se que date do Holoceno.